# Lövsjön (Hällefors socken, Västmanland)
Lövsjön är en sjö i Hällefors kommun i Västmanland och ingår i Göta älvs huvudavrinningsområde. Sjön är 25 meter djup, har en yta på 2,44 kvadratkilometer och befinner sig 239,2 meter över havet. Sjön avvattnas av vattendraget Lövsjöälven. Vid provfiske har bland annat abborre, gädda, lake och mört fångats i sjön.

## Delavrinningsområde
Lövsjön ingår i det delavrinningsområde (664780-143579) som SMHI kallar för Utloppet av Lövsjön. Medelhöjden är 260 meter över havet och ytan är 15,77 kvadratkilometer. Det finns ett avrinningsområde uppströms, och räknas det in blir den ackumulerade arean 22,89 kvadratkilometer. Lövsjöälven som avvattnar avrinningsområdet har biflödesordning 4, vilket innebär att vattnet flödar genom totalt 4 vattendrag innan det når havet efter 382 kilometer. Avrinningsområdet består mestadels av skog (70 procent). Avrinningsområdet har 2,85 kvadratkilometer vattenytor vilket ger det en sjöprocent på 18 procent.

## Fisk
Vid provfiske har följande fisk fångats i sjön:
- Abborre
- Gädda
- Lake
- Mört
- Sik
- Siklöja